# Superligaen 2014-2015
La Superligaen 2014-2015 è stata la 102ª edizione della massima serie del campionato danese di calcio e 25ª come Superligaen. La stagione è iniziata il 18 luglio 2014 ed è terminata il 7 giugno 2015.
Ad aggiudicarsi il titolo nazionale è stato, per la prima volta nella sua storia, il Midtjylland.

## Stagione

### Novità
Al termine della stagione precedente, il Viborg e l'Aarhus sono retrocesse in 1. Division. Al loro posto sono approdate in massima serie il Silkeborg e l'Hobro.

### Formula
Le 12 squadre partecipanti si affrontano in gironi di andata-ritorno-andata, per un totale di 33 giornate. A causa della perdita di posizione nel ranking UEFA, al termine della stagione solo la squadra campione si qualificherà per il secondo turno preliminare della UEFA Champions League 2015-2016.
Le squadre classificate al secondo e al terzo posto si qualificheranno per il primo turno di qualificazione della UEFA Europa League 2015-2016.
Le ultime due classificate retrocederanno direttamente in 1. Division.

## Squadre partecipanti
| Club         | Città      | Stadio                   | Posizione 2013-2014     |
| ------------ | ---------- | ------------------------ | ----------------------- |
| Aalborg      | Aalborg    | Energi Nord Arena        | Campione di Danimarca   |
| Brøndby      | Brøndby    | Stadio Brøndby           | 4º posto                |
| Copenaghen   | Copenaghen | Parken Stadium           | 2º posto                |
| Esbjerg      | Esbjerg    | Blue Water Arena         | 5º posto                |
| Hobro        | Hobro      | Hobro Stadion            | 2º posto in 1. Division |
| Midtjylland  | Herning    | MCH Arena                | 3º posto                |
| Nordsjælland | Farum      | Farum Park               | 6º posto                |
| Odense       | Odense     | TRE-FOR Park             | 8º posto                |
| Randers      | Randers    | AutoC Park Randers       | 7º posto                |
| Silkeborg    | Silkeborg  | Silkeborg                | 1º posto in 1. Division |
| SønderjyskE  | Haderslev  | Haderslev Fodboldstadion | 10º posto               |
| Vestsjælland | Slagelse   | Slagelse Stadion         | 9º posto                |

## Classifica
|                      | Pos. | Squadra      | Pt | G  | V  | N  | P  | GF | GS | DR  |
| -------------------- | ---- | ------------ | -- | -- | -- | -- | -- | -- | -- | --- |
| Danimarca (bandiera) | 1.   | Midtjylland  | 68 | 33 | 22 | 5  | 6  | 64 | 34 | +30 |
|                      | 2.   | Copenaghen   | 64 | 33 | 20 | 7  | 6  | 40 | 22 | +18 |
|                      | 3.   | Brøndby      | 55 | 33 | 16 | 7  | 10 | 43 | 29 | +14 |
|                      | 4.   | Randers      | 49 | 33 | 14 | 10 | 9  | 39 | 28 | +11 |
|                      | 5.   | Aalborg      | 45 | 33 | 13 | 9  | 11 | 39 | 31 | +8  |
|                      | 6.   | Nordsjælland | 44 | 33 | 13 | 5  | 15 | 39 | 44 | -5  |
|                      | 7.   | Hobro        | 43 | 33 | 11 | 10 | 12 | 40 | 47 | -7  |
|                      | 8.   | Esbjerg      | 40 | 33 | 10 | 10 | 13 | 47 | 45 | +2  |
|                      | 9.   | Odense       | 37 | 33 | 11 | 7  | 15 | 35 | 43 | -8  |
|                      | 10.  | SønderjyskE  | 37 | 33 | 7  | 16 | 10 | 35 | 44 | -9  |
|                      | 11.  | Vestsjælland | 30 | 33 | 9  | 6  | 18 | 31 | 52 | -21 |
|                      | 12.  | Silkeborg    | 14 | 33 | 2  | 8  | 23 | 26 | 59 | -33 |

Legenda:

      Campione di Danimarca e ammessa alla UEFA Champions League 2015-2016

      Ammesse alla UEFA Europa League 2015-2016

      Retrocesse in 1. Division 2015-2016

## Risultati
|              | Aal  | Brø  | Cop  | Esb  | Hob  | Mid  | Nor  | Ode  | Ran  | Sil  | Søn  | Ves |
| ------------ | ---- | ---- | ---- | ---- | ---- | ---- | ---- | ---- | ---- | ---- | ---- | --- |
| Aalborg      | –––– | 1-0  | 1-0  | 1-1  | 1-1  | 2-0  | 1-2  | -    | 0-0  | 2-0  | 1-4  | 2-0 |
| Brøndby      | 2-1  | –––– | 0-0  | -    | 0-1  | 1-1  | -    | 1-1  | 0-2  | 2-0  | 2-0  | 5-0 |
| Copenaghen   | -    | 1-0  | –––– | 2-1  | 0-3  | 1-2  | 2-1  | -    | 1-0  | 1-0  | 1-1  | 2-0 |
| Esbjerg      | 1-3  | 2-2  | 0-1  | –––– | 4-2  | 3-3  | 0-0  | 2-0  | 0-1  | 0-0  | 1-1  | 3-0 |
| Hobro        | 1-0  | 2-0  | 0-2  | 1-1  | –––– | 1-5  | 0-0  | -    | 0-1  | 2-2  | 2-2  | 3-1 |
| Midtjylland  | 2-0  | 3-1  | -    | 2-0  | 3-0  | –––– | 2-0  | 3-2  | 3-1  | 2-1  | -    | 1-0 |
| Nordsjælland | 0-1  | 0-3  | 0-0  | 3-2  | -    | 2-1  | –––– | 2-1  | 0-3  | 1-0  | 2-3  | 3-2 |
| Odense       | 1-1  | 0-2  | 0-1  | 0-2  | 1-2  | 3-1  | 1-0  | –––– | -    | 2-0  | 1-1  | 1-2 |
| Randers      | 1-1  | -    | 3-0  | 3-2  | 2-1  | 1-2  | 0-0  | 0-2  | –––– | 1-0  | 0-0  | 1-0 |
| Silkeborg    | 2-2  | -    | 0-0  | 1-3  | 2-2  | 1-2  | 1-2  | 0-1  | -    | –––– | 0-2  | 1-2 |
| SønderjyskE  | 0-0  | 0-1  | 1-1  | 0-0  | 1-1  | 1-3  | 1-2  | 2-1  | 1-1  | 1-4  | –––– | -   |
| Vestsjælland | 1-0  | 3-1  | 0-1  | 1-4  | 1-1  | –    | 3-1  | 3-1  | 0-1  | 2-0  | 1-1  |     |

|              | Aal  | Brø  | Cop  | Esb  | Hob | Mid  | Nor  | Ode  | Ran  | Sil  | Søn  | Ves |
| ------------ | ---- | ---- | ---- | ---- | --- | ---- | ---- | ---- | ---- | ---- | ---- | --- |
| Aalborg      | –––– | x    | 0-1  | -    | 5-0 | 1-2  | -    | x    | 2-1  | x    | x    | x   |
| Brøndby      | 1-1  | –––– | x    | x    | x   | x    | x    | 2-0  | 1-0  | 1-0  | 1-0  | 4-0 |
| Copenaghen   | x    | 3-1  | –––– | 2-1  | 1-0 | 3-0  | 2-0  | x    | 1-1  | x    | x    | x   |
| Esbjerg      | x    | 0-0  | x    | –––– | x   | -    | x    | 0-2  | 0-0  | 5-2  | -    | -   |
| Hobro        | x    | 3-0  | 3-1  | x    | x   | 0-0  | 1-0  | x    | x    | x    | x    | -   |
| Midtjylland  | x    | -    | x    | 3-0  | x   | –––– | x    | 3-0  | -    | 1-0  | x    | 2-1 |
| Nordsjælland | x    | 2-0  | x    | -    | x   | -    | –––– | 1-2  | x    | x    | 4-0  | 2-0 |
| Odense       | 1-1  | x    | 1-0  | x    | 1-3 | x    | x    | –––– | x    | -    | 0-0  | x   |
| Randers      | x    | x    | x    | x    | -   | x    | 2-0  | 3-0  | –––– | 1-2  | x    | 1-1 |
| Silkeborg    | -    | x    | 0-4  | x    | 0-1 | x    | 2-2  | x    | x    | –––– | 2-2  | x   |
| SønderjyskE  | 0-3  | x    | -    | x    | 1-0 | 1-1  | x    | x    | -    | x    | –––– | x   |
| Vestsjælland | 2-1  | 0-1  | x    | x    | x   | x    | x    | 1-2  | x    | 3-1  | 0-1  |     |

## Verdetti
- Campione di Danimarca:  Midtjylland
- In UEFA Champions League 2015-2016:  Midtjylland
- In UEFA Europa League 2015-2016:  Copenaghen,  Brøndby,  Randers
- Retrocesse in 1. Division:  Vestsjælland,  Silkeborg

## Classifica marcatori
| Gol |  |  | Giocatore         | Squadra                     |
| --- |  |  | ----------------- | --------------------------- |
| 16  |  |  | Mads Hvilsom      | Hobro                       |
| 16  |  |  | Martin Pušić      | Esbjerg (8) Midtjylland (7) |
| 13  |  |  | Morten Rasmussen  | Midtjylland                 |
| 11  |  |  | Mikael Ishak      | Randers                     |
| 10  |  |  | Anders Jacobsen   | Aalborg                     |
| 10  |  |  | Nikolai Jørgensen | Copenaghen                  |
| 10  |  |  | Rasmus Festersen  | Vestsjælland                |
| 10  |  |  | Uffe Bech         | Nordsjælland                |
| 9   |  |  | Sylvester Igboun  | Midtjylland                 |
| 9   |  |  | Baye Djiby Fall   | Randers                     |
| 9   |  |  | Marvin Pourié     | SønderjyskE                 |
| 9   |  |  | Teemu Pukki       | Brøndby                     |